# Рудня (Борковская волость)
Рудня — деревня в Великолукском районе Псковской области России. Входит в состав сельского поселения «Борковская волость».
Расположена на юго-западе района, на берегу реки Шестиха у впадения в неё Евы, в 52 км к юго-западу от центра города Великие Луки и в 7 км к югу от волостного центра деревни Борки.

## Население
Численность населения деревни по оценке на 2000 год составляла 27 человек, на 2010 год — 17 человек.